# 坝兰河
坝兰河位于中华人民共和国云南省南部，是泗南江右岸支流，上游称牛红河，发源于红河哈尼族彝族自治州红河县垤玛乡牛红村委会腊约村东南的阿期大梁子阿尼山北麓，蜿蜒西北流经垤玛乡驻地后又称冬宗河，至曼培村委会崩昆村后转南流，经三村乡车同村、坝兰等村后流入普洱市墨江哈尼族自治县，在墨江县转东南流约5公里后汇入泗南江水库库区。坝兰河河长48.6千米，落差1239.4米，流域面积431.8平方千米。年均径流量3.06亿立方米。